# Croissan'Wich

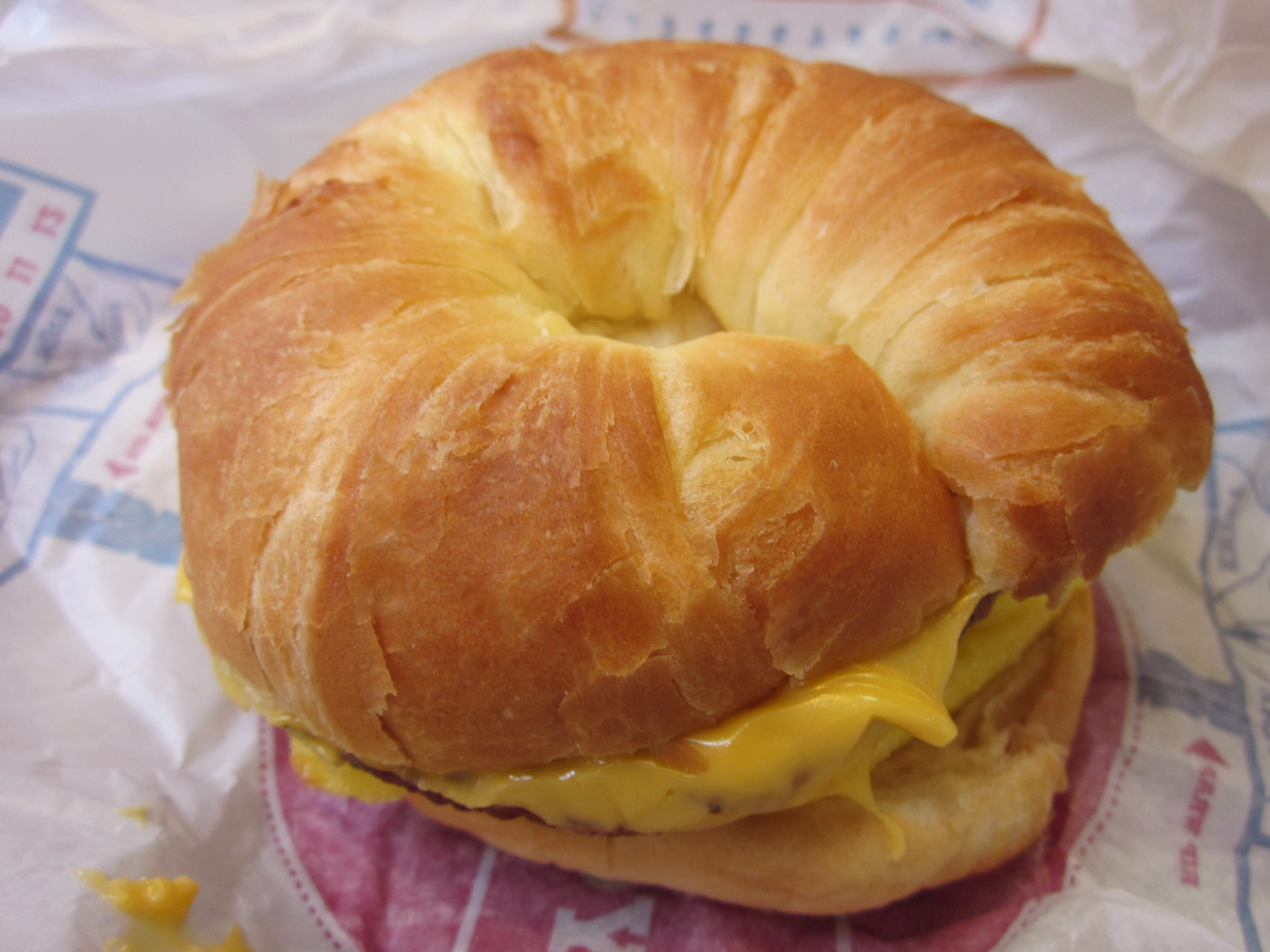
Croissan'Wich

Un Croissan'Wich (presentado en 1983) es uno de los tantos sándwiches de desayuno vendidos por el restaurante de comida rápida Burger King y en los Bodegones.

## Historia
El Croissan'Wich, un acrónimo de las palabras croissant y sándwich, fue introducido en 1983, como parte de una expansión de menú y como intento de diferenciar la línea de desayuno de Burger King con McDonald's en la composición.

## Composición
En los Estados Unidos, el Croissan'Wich estándar consiste en una hamburguesa de salchicha, huevos, y queso amarillo en un cruasán.